# Sergentomyia zhengjiani
Sergentomyia zhengjiani är en tvåvingeart som beskrevs av Charles William Leng och Yin 1983. Sergentomyia zhengjiani ingår i släktet Sergentomyia och familjen fjärilsmyggor. Inga underarter finns listade i Catalogue of Life.
Artens utbredningsområde är Kina.